# 群馬県道47号一ノ宮妙義線
群馬県道47号一ノ宮妙義線（ぐんまけんどう47ごう いちのみやみょうぎせん）は、群馬県富岡市を通る県道（主要地方道）である。

## 概要
群馬県富岡市一ノ宮から富岡市北山を結ぶ。以前は富岡妙義線という路線名であったが、富岡市と妙義町の合併に伴い現在の路線名に変更された。

### 路線データ
- 起点：富岡市一ノ宮字本宿256番の3地先（国道254号交点）[1]
- 終点：富岡市妙義町北山288番の1地先（群馬県道51号松井田下仁田線交点・群馬県道191号妙義山線起点：北山交差点）[1]
- 延長：8.522 km[1]

## 歴史
- 1959年（昭和34年）9月18日：群馬県より現・道路法に基づき、前身にあたる県道富岡妙義山線（富岡市 - 甘楽郡妙義町、整理番号22）として路線認定される[2]。
  - 同日、前々身路線にあたる旧・県道一ノ宮妙義線（富岡市一ノ宮町 - 甘楽郡妙義町、整理番号153）が路線廃止される[3]。
- 1983年（昭和58年）1月17日：群馬県より、県道富岡妙義線（富岡市 - 甘楽郡妙義町、整理番号61）が路線認定される[4]。
  - 同日、前身にあたる富岡妙義山線（富岡市一ノ宮 - 甘楽郡妙義町大字妙義、整理番号123）を廃止[5][注釈 1]。
- 1993年（平成5年）5月11日：建設省から、県道富岡妙義線が富岡妙義線として主要地方道に指定される[6]。

## 地理

### 通過する自治体
- 富岡市

### 交差する道路
- 国道254号（富岡市一ノ宮、起点）
- 国道254号富岡バイパス（富岡市一ノ宮・一ノ宮北交差点）
- 群馬県道194号宇田磯部停車場線（富岡市宇田・宇田交差点）
- 群馬県道48号下仁田安中倉渕線（富岡市妙義町上高田・十二交差点）
- 群馬県道51号松井田下仁田線・群馬県道191号妙義山線（富岡市妙義町北山・北山交差点、終点）